# Schronisko Dwuotworowe w Babich Dołach
Schronisko Dwuotworowe w Babich Dołach, Schronisko w wąwozie bocznym w Sułoszowej – jaskinia typu schronisko w miejscowości Sułoszowa w województwie małopolskim, w powiecie krakowskim, w gminie Sułoszowa. Znajduje się w lesie, w górnej części orograficznie prawego zbocza wąwozu Babie Doły, tuż obok wąskiej, asfaltowej drogi, którą prowadzi szlak rowerowy.

## Opis obiektu
Schronisko znajduje się w skale, której wspinacze skalni nadali nazwę Krosna i zamontowane są na niej ringi do asekuracji. Północno-zachodni otwór schroniska znajduje się u podstawy skały i jest dobrze widoczny z drogi. Drugi otwór znajduje się po przeciwnej stronie skały.
Główny, widoczny z drogi otwór ma wysokość 2,5 m, szerokość 1,4 m i znajduje się za nim nyża o płaskim dnie. Po prawej stronie odchodzi od niej wąski, meandrujący korytarz do otworu zachodniego o wysokości 0,6 m i szerokości 0,5 m.
Schronisko powstało na pionowej szczelinie ciosowej w wapieniu skalistym z górnej jury. Powstało w strefie freatycznej wskutek zjawisk krasowych i przepływu wody, świadczą o tym widoczne na stropie kotły wirowe o średnicy kilkunastu centymetrów. Jest suche, rozproszone światło słoneczne dociera wszędzie. W nyży namulisko jaskiniowe składa się z próchnicy zmieszanej z odłamkami skalnymi i przykryte jest nawianymi przez wiatr liśćmi. Ściany wokół otworów porastają glony, mchy i porosty. W korytarzu spąg jest skalny, a na jego stropie i ścianach występuje naciek grzybkowy.

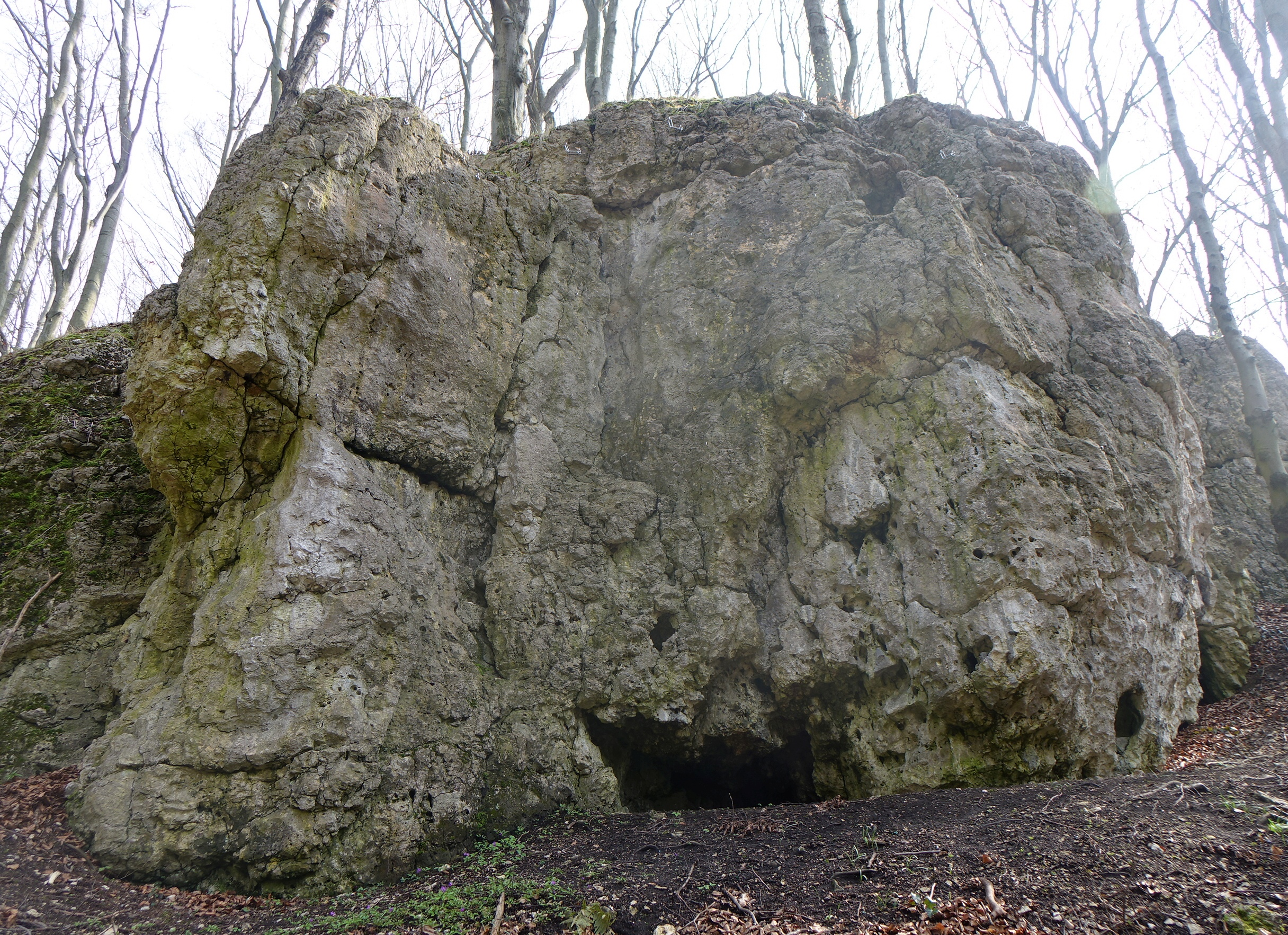
Otwór schroniska u podstawy skały

Schronisko znane było od dawna. Po raz pierwszy opisał je Kazimierz Kowalski w 1947 r.